# Juan Jesús Gutiérrez Robles
Juan Jesús Gutiérrez Robles (Málaga, España, 17 de febrero de 1980) es un exfutbolista español. Podía jugar de centrocampista o defensa central y actualmente forma parte del cuerpo técnico de la UD Almería, club al que perteneció como jugador.

## Trayectoria como jugador
Se formó en el Málaga Club de Fútbol B, llegando a formar parte del primer equipo en 2002. Debutó en la Primera división de la liga española de fútbol el 1 de septiembre de 2002, con resultado de Recreativo 2 - 3 Málaga. En su última temporada en el Málaga jugó 35 partidos y marcó un gol (Málaga Club de Fútbol 3 - 2 RCD Español).
En 2005 fue fichado por el Deportivo Alavés. Tras una temporada en Vitoria y tras el descenso a segunda división del Alavés es fichado por la Real Sociedad para la temporada 2006-07. Tras pasar una temporada en la Real Sociedad y descender también de categoría con este equipo ficha por la UD Almería el 21 de julio de 2007, club en el que permanece durante dos temporadas. 
En agosto de 2009 es traspasado nuevamente al club en el que empezó su carrera, el Málaga Club de Fútbol. El 4 de enero de 2011 el Málaga rescinde el contrato del futbolista tras llegar ambas partes a un acuerdo.
El 15 de enero de 2011, la UD Almería anuncia el regreso del jugador malagueño a sus filas por lo que resta de temporada  y con el que nuevamente desciende de categoría.
Para la temporada 2011/2012 ficha por el club griego FC Asteras Tripolis.

## Trayectoria como entrenador
El malagueño tuvo una dilatada trayectoria como futbolista y tras terminar jugando en el Asteras Trípoli de Grecia, pasó a entrenar en categorías inferiores, primero en las selecciones andaluzas, y después en el Málaga, donde pasó gran parte de su etapa como jugador.
En verano de 2016, se convierte en el segundo entrenador de la UD Almería de cara a la temporada 2016/17, una vez que ha confirmado al club y a Fernando Soriano que acepta la propuesta que este le hizo para ser su ayudante, ya que Soriano y Juanito ya coincidieron como jugadores en el Almería, concretamente en las temporadas 2007-2008 y  2008-2009.

## Clubes como jugador
| Club                          | País   | Año       | Goles* | Partidos* |
| ----------------------------- | ------ | --------- | ------ | --------- |
| Málaga B (Atlético Malagueño) | España | 1999-2002 |        |           |
| Málaga CF                     | España | 2002-2005 | 2      | 48        |
| Deportivo Alavés              | España | 2005-2006 | 0      | 37        |
| Real Sociedad                 | España | 2006-2007 | 1      | 35        |
| UD Almería                    | España | 2007-2009 | 1      | 61        |
| Málaga CF                     | España | 2009-2011 | 0      | 36        |
| Tripolis                      | Grecia | 2011      | 0      | 0         |

## Palmarés

### Copas internacionales
| Título                    | Club        | País   | Año  |
| ------------------------- | ----------- | ------ | ---- |
| Copa Intertoto de la UEFA | Málaga C.F. | España | 2002 |

(*) Incluyendo campeonatos nacionales e internacionales.

## Clubes y estadísticas
| Temporada | Club             | Categoría        | Liga  | Liga  | Copa  | Copa  | Europa | Europa | Total | Total |
| Temporada | Club             | Categoría        | Part. | Goles | Part. | Goles | Part.  | Goles  | Part. | Goles |
| --------- | ---------------- | ---------------- | ----- | ----- | ----- | ----- | ------ | ------ | ----- | ----- |
| 1999/00   | Málaga CF B      | Tercera División | ¿?    | ¿?    | -     | -     | -      | -      | ¿?    | ¿?    |
| 2000/01   | Málaga CF B      | Tercera División | ¿?    | ¿?    | -     | -     | -      | -      | ¿?    | ¿?    |
| 2001/02   | Málaga CF B      | Tercera División | ¿?    | ¿?    | -     | -     | -      | -      | ¿?    | ¿?    |
| 2002/03   | Málaga CF        | Primera División | 4     | 0     | ¿?    | ¿?    | -      | -      | ¿?    | ¿?    |
| 2003/04   | Málaga CF        | Primera División | 8     | 1     | ¿?    | ¿?    | -      | -      | ¿?    | ¿?    |
| 2004/05   | Málaga CF        | Primera División | 35    | 1     | ¿?    | ¿?    | -      | -      | ¿?    | ¿?    |
| 2005/06   | Deportivo Alavés | Primera División | 37    | 0     | ¿?    | ¿?    | -      | -      | ¿?    | ¿?    |
| 2006/07   | Real Sociedad    | Primera División | 28    | 1     | 2     | 0     | -      | -      | 30    | 1     |
| 2007/08   | UD Almería       | Primera División | 31    | 1     | ¿?    | ¿?    | -      | -      | ¿?    | ¿?    |
| 2008/09   | UD Almería       | Primera División | 30    | 0     | ¿?    | ¿?    | -      | -      | ¿?    | ¿?    |
| 2009/10   | Málaga CF        | Primera División | 30    | 0     | ¿?    | ¿?    | -      | -      | ¿?    | ¿?    |
| 2010/11   | Málaga CF        | Primera División | 6     | 0     | ¿?    | ¿?    | -      | -      | ¿?    | ¿?    |
| 2010/11   | UD Almería       | Primera División | 7     | 0     | -     | -     | -      | -      | 7     | 0     |

- Nota: actualizado al 7 de mayo de 2011